# San Fernando (Ecuador)
San Fernando è una parrocchia urbana dell'Ecuador, capoluogo dell'omonimo cantone, nella provincia di Azuay.